# Vorskla Poltava (féminines)
Ne doit pas être confondu avec WFC Zhytlobud-1 Kharkiv.
Maillots
La section féminine du Vorskla Poltava est un club ukrainien de football féminin fondé en 2007 et basé dans la ville de Poltava. C'est le successeur du Zhytlobud-2 Kharkiv.
Il évolue en première division du Championnat d'Ukraine.

## Histoire

### Zhytlobud-2

Logo du Zhytlobud-2.

Le club fondé en 2007 est en relation avec l'école supérieure régionale de culture physique et des sports de Kharkiv où les joueuses de Zhytlobud-2 ont la possibilité d'étudier et de poursuivre leurs études en deuxième année de l'académie de culture physique de l'État de Kharkiv ou l'université pédagogique nationale de Kharkiv. 
Lors de la saison 2008-2009, Zhytlobud-2 joue en première division ukrainienne de futsal jusqu'en 2012.
En 2012, Zhytlobud-2 débute dans le championnat ukrainien de football, terminant à la septième place. Lors du championnat 2014, les joueuses de Zhytlobud-2 ont réussi à rivaliser avec le leader du football féminin ukrainien, Zhytlobud-1, marquant le même nombre de points et perdant la première place uniquement à cause de la différence de buts.
En 2016, l'équipe gagne la première fois le championnat d'Ukraine, puis en juin 2017 remporte le championnat national pour la deuxième fois. En 2020, Zhytlobud-2 réalise le doublé coupe-championnat,.
Le club remporte la Coupe d'Ukraine 2021.

### Vorskla Poltava
Au début de la saison 2022-2023, le Zhylobud-2, qui avait un accord de coopération depuis plusieurs années avec l'équipe masculine du Vorskla Poltava, devient officiellement la section féminine du club.

## Palmarès
| Compétitions nationales |
| --- |
| - Championnat d'Ukraine féminin (6) : - Champion : 2016, 2017, 2020, 2023, 2024 et 2025. - Coupe d'Ukraine féminine (4) : - Vainqueur : 2020, 2021, 2022 et 2023. |

## Personnalités du club

### Présidents du club
- Oleksandr Konyoukhov

### Entraîneurs du club
- Natalya Zintchenko